# James Clay (Musiker)
James Earl Clay (* 8. September 1935 in Dallas, Texas; † 1. Januar 1994 ebenda) war ein amerikanischer Jazz-Tenorsaxophonist und Flötist.

## Leben und Wirken
Während der Schulzeit spielte Clay Altsaxophon, wurde Berufsmusiker und spielte mit lokalen Bands in Dallas, darunter auch mit Booker Ervin. Später ging er nach Kalifornien, wo er 1956 für das kleine Label Jazz West mit Lawrence Marable und Sonny Clark das Album Tenormen aufnahm. 1957 spielte er in Red Mitchells Quartett; Ende 1957 kehrte er in seine Heimatstadt Dallas zurück und diente 1959 in der United States Army. 1957 entstanden noch Einspielungen mit Lawrence Marable und Red Mitchell sowie unter eigenem Namen zwei Alben 1960 mit David Newman und Wynton Kelly sowie Nat Adderley und  Victor Feldman. In den 1980er Jahren versuchte Clay ein Comeback auf der Jazzszene. Er spielte 1987 mit Bill Perkins und 1988 mit Don Cherry auf dessen Album Art Deco.
Sein Stil ist stark von Sonny Rollins beeinflusst.

## Diskographie
- Mit Lawrence Marable: Tenorman (Jazz West Records, 1956)
- Mit David „Fathead“ Newman: The Sound Of The Wide Open Spaces (Riverside Records, 1960)
- A Double Dose Of Soul (Riverside, 1960)
- Mit Bill Perkins: Right Chemistry (Jazz West Records, 1987)
- I Let A Song Go Out Of My Heart (Antilles, 1991)

### Als Sideman
- Red Mitchell: Presenting Red Mitchell (Contemporary, 1957)
- Wes Montgomery: Movin’ Along (Riverside, 1960)
- Don Cherry: Art Deco (A&M Records, 1988)
- Lorraine Geller: Memorial, 1954/57 (Fresh Sound FSRCD 195)